# Kundratice (tvrz, okres Semily)
Kundratice jsou zaniklá tvrz na území dnešních Kundratic, části obce Košťálov. Dochované tvrziště je chráněno jako kulturní památka.

## Historie
Roku 1325 se zde připomíná Zdeslav z Kunratic, který vyplenil Vokovi z Rotštejna vsi Dřevolisy, Vrat a Klokoč. Roku 1424 je připomínán Jan Kraslice z Kunratic a později i jeho synové Anzelm (Henzlin) a Daniel. Jako poslední je uváděn Mikuláš z Kundratic roku 1465, který Kunratice získal darem od bratrů Anselma a Daniela. Později se tvrz stala majetkem Valdštejnů. Do své smrti před rokem 1476, tehdy prvně zmiňovanou tvrz, vlastnil Felix z Valdštejna a ze Smiřična. Poté tvrz získali bratři Hynek a Jindřich z Valdštejna na Štěpanicích, připojili ji k Jilemnici a nepotřebná tvrz zanikla. Při dělení jilemnického panství v roce 1492 nebyla tvrz uvedena.
Podle lidové tradice tvrz zanikla po bitvě u Lipan. Zánik požárem dokládají nálezy značného množství přepálené mazanice.

## Popis
Dvoudílná tvrz stávala ve střední části vesnice, severně od silnice II/286. Okrouhlé jádro s průměrem 25 metrů obklopuje příkop. Na vrcholové plošině je patrná prohlubeň, která je pozůstatek suterénu či sklepení hranolově věže s rozměry asi 12 × 12 metrů. K centrální části na jižní straně přiléhá předhradí ohrazené částečně dochovaným valem.